# بارتنسهاگن-پارکنتین
بارتنسهاگن-پارکنتین (به آلمانی: Bartenshagen-Parkentin) یک شهر در آلمان است که در باد دوبران-لاند واقع شده‌است. بارتنسهاگن-پارکنتین ۱٬۲۶۱ نفر جمعیت دارد.